# Mouvement nationaliste révolutionnaire (Bolivie)
Pour les articles homonymes, voir MNR et Mouvement nationaliste révolutionnaire.
Le Mouvement nationaliste révolutionnaire (en espagnol : Movimiento Nacionalista Revolucionario) est un parti politique bolivien fondé en 1942. Le parti est au pouvoir lors des présidences de Víctor Paz Estenssoro, de Hernán Siles Zuazo et de Gonzalo Sánchez de Lozada. Il est membre de la COPPPAL.

## Historique
Bien qu'historiquement de gauche, notamment par le rôle majeur qu'il a joué dans la révolution bolivienne de 1952, le Mouvement nationaliste révolutionnaire prend durant les années 1970 et 1980 un virage vers la droite. Positionnement qui se confirme nettement lors de la présidence de Sánchez de Lozada qui privatise plusieurs entreprises publiques et poursuit une politique néolibérale.
Durant les années 1970, le Mouvement nationaliste révolutionnaire est l'une des trois « formations » associées au régime de Hugo Banzer, avec les forces armées et la Phalange socialiste bolivienne. Ses rapports sont cependant difficiles avec cette dernière, qui réclame son expulsion du gouvernement.

## Résultats

### Élections présidentielles
| Élection | Candidat                      | Votes     | %      | Résultat |
| -------- | ----------------------------- | --------- | ------ | -------- |
| 1947     | Víctor Paz Estenssoro         | 5 194     | 5,56 % | Perdu    |
| 1951     | Víctor Paz Estenssoro         | 54 129    | 42,9 % | Annulé   |
| 1956     | Hernán Siles Zuazo            | 787 792   | 84,4 % | Élu      |
| 1960     | Víctor Paz Estenssoro         | 735 619   | 76,1 % | Élu      |
| 1964     | Víctor Paz Estenssoro         | 1 114 717 | 97,9 % | Élu      |
| 1966     | Víctor Andrade                | 88 099    | 8,7 %  | Perdu    |
| 1978     | Víctor Paz Estenssoro         | 213 622   | 11,0 % | Perdu    |
| 1979     | Víctor Paz Estenssoro         | 527 184   | 35,9 % | Perdu    |
| 1980     | Víctor Paz Estenssoro         | 263 706   | 20,2 % | Perdu    |
| 1985     | Víctor Paz Estenssoro         | 456 704   | 30,4 % | Élu      |
| 1989     | Gonzalo Sánchez de Lozada     | 363 113   | 25,6 % | Perdu    |
| 1993     | Gonzalo Sánchez de Lozada     | 585 837   | 35,6 % | Élu      |
| 1997     | Juan Carlos Durán             | 396 235   | 18,2 % | Perdu    |
| 2002     | Gonzalo Sánchez de Lozada     | 624 126   | 22,5 % | Élu      |
| 2005     | Michiaki Nagatani Morishita   | 185 859   | 6,5 %  | Perdu    |
| 2009     | Soutien à Manfred Reyes Villa | 1 212 795 | 26,5 % | Perdu    |
| 2014     | Soutien à Samuel Doria Medina | 1 253 288 | 24,2 % | Perdu    |
| 2019     | Virginio Lema                 | 42 334    | 0,7 %  | Perdu    |

### Archives
- Inventaire du fonds d'archives (921 microfiches) du Mouvement nationaliste révolutionnaire conservé à La contemporaine.